# 卓加 (政治人物)
卓加（1929年6月—2011年4月27日），又名石生珠，男，藏族，青海贵德人，中华人民共和国政治人物，曾任青海省人大常委会副主任，中华人民共和国国家民族事务委员会副主任。